# EUSA
EUSA is een album gecomponeerd door Yann Tiersen. De naam van het album komt van het eiland Ouessant, in de lokale taal Enez Eusa, het eiland waar Tiersen al 10 jaar woont. Elk nummer is vernoemd naar een plaats op het eiland. Voor de opnames verloor Tiersen een notenboek waarin hij 2 stukken had geschreven. Tiersen dacht deze verloren te zijn gelopen tijdens een vakantie in Noorwegen. Het boek werd na 1 jaar tijdens de bouw van de studio in Ouessant teruggevonden door Tiersen. Deze 2 nummers werden tijdens maart 2018 opgenomen in dezelfde studio en uitgebracht onder de naam The Lost Notebook – EUSA.

## Nummers
De nummers zijn allemaal vernoemd naar een plaats op het eiland Ouessant. Hent betekent weg in Bretons, de meerdere stukken met de naam Hent stellen de wegen voor die de plaatsen met elkaar verbinden.
|    | Naam            | Duur |
| -- | --------------- | ---- |
| 1  | Hent I          | 2:56 |
| 2  | Pern            | 4:26 |
| 3  | Hent II         | 1:15 |
| 4  | Porz Goret      | 4:56 |
| 5  | Lok Gweltaz     | 3:49 |
| 6  | Hent III        | 0:53 |
| 7  | Penn ar Roc'h   | 3:03 |
| 8  | Hent IV         | 3:22 |
| 9  | Kereon          | 2:45 |
| 10 | Hent V          | 1:07 |
| 11 | Yuzin           | 3:04 |
| 12 | Roc'h ar Vugale | 6:15 |
| 13 | Hent VI         | 0:42 |
| 14 | Penn ar Lann    | 3:57 |
| 15 | Hent VII        | 1:44 |
| 16 | Enez Nein       | 5:05 |
| 17 | Kadoran         | 1:17 |
| 18 | Hent VIII       | 6:30 |